# Martin Ibáñez de Marquina
Pour les articles homonymes, voir Marquina (homonymie).
Ibáñez de Marquina Martin (date et lieu de naissance inconnu), mort à Marquina en Biscaye en 1497, est un corsaire au service de la monarchie espagnole.
Il participe à la campagne de Naples sous le règne de Ferdinand le Catholique.
Son navire, la Santa Maria de Erdoza, a été construite à Ondarroa et portait une soixantaine de pièces d'artillerie.